# Huginn (Raumfahrtmission)
Huginn war eine Raumfahrtmission der Europäischen Weltraumorganisation (ESA), bei der sich der Astronaut Andreas Mogensen sechs Monate lang an Bord der Internationalen Raumstation (ISS) aufhielt. Huginn begann am 27. August 2023 durch das Ankoppeln des Raumschiffs Endurance an der Raumstation.

## Name und Emblem
Der Name der Mission stammt aus der nordischen Mythologie, in der der Gott Odin zwei Raben als Begleiter hat: Hugin und Munin. Zusammengenommen stellen sie den menschlichen Geist dar, dabei ist Hugin das Denken und Munin die Erinnerung. Beide sind Berater Odins, die nach ihren Flügen dem Gott Bericht erstatten. Darin sieht Andreas Mogensen Parallelen zur bemannten Raumfahrt, bei der Astronauten in den Weltraum fliegen und Erkenntnisse zur Erde zurückbringen.
Das Emblem der Mission ist in Anlehnung an die dänische Flagge in rot und weiß gehalten. Es ist der Rabe Hugin abgebildet, der nach rechts, in Richtung Zukunft, über die Erde fliegt. Auf einem Flügel sind die Konturen Dänemarks sichtbar. Zwei Streifen auf dem Rücken des Vogels symbolisieren sowohl die Solarpaneele der Raumstation als auch Mogensens zweiten Raumflug. Sechs Sterne auf dem Emblem formen ein Sternzeichen, das dem Wikingersymbol für „sichere Reise“ ähnelt.

## Vorbereitung
Mogensen wurde im Mai 2009 von der ESA als Raumfahrer ausgewählt. 2015 flog er mit dem Raumschiff Sojus TMA-18M zur ISS und verbrachte dort auf der Mission Iriss neun Tage, bevor er mit Sojus TMA-16M wieder zur Erde zurückkehrte.
Der Generaldirektor der ESA teilte am 23. März 2022 mit, dass Andreas Mogensen für einen zweiten Flug zur Internationalen Raumstation von Mitte 2023 bis Anfang 2024 eingeplant sei. Im Juli 2023 gab die ESA bekannt, dass Mogensen während der Mission Huginn das Kommando über die Internationale Raumstation innehaben wird. Er folgt damit den ESA-Astronauten Cristoforetti, Pesquet, Parmitano, Gerst und De Winne in dieser Rolle.

## Missionsverlauf

### Start mit SpaceX Crew-7

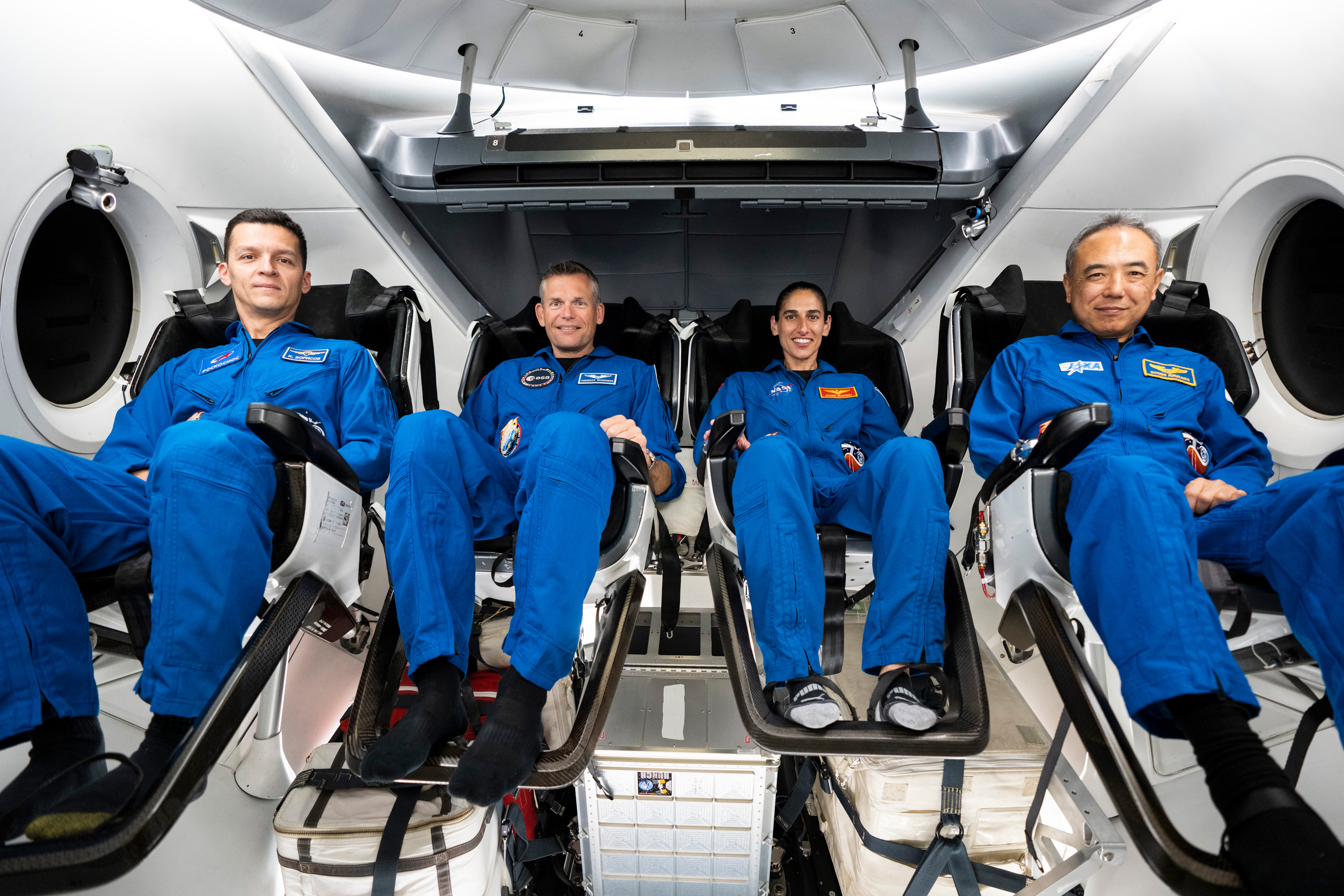
Die Besatzung von SpaceX Crew-7 während eines Trainings für den Raumflug. Von links nach rechts: Borrisow, Mogensen, Moghbeli, Furakawa.

Mogensen startete am 26. August 2023 mit dem Zubringerflug SpaceX Crew-7 zur ISS. 30 Stunden nach dem Start – am 27. August um 13:16 UTC – dockte das Raumfahrzeug an der Station an, womit die Mission Huginn begann. Auf dem Flug begleiteten ihn die US-Amerikanerin Jasmin Moghbeli, der Japaner Satoshi Furukawa und der Russe Konstantin Borissow. Die Besatzung von Crew-7 wurde mit dem Andocken Teil der ISS-Expedition 69.

### Expedition 70
Mit dem Abdocken von Sojus MS-23 begann im September 2023 die Expedition 70. Mogensen war  der Kommandant der Expedition, er übernahm das Kommando der Station von Sergei Prokopjew am 26. September. Seine Kommandantur war die bislang längste eines ESA-Astronauten. Mogensen war als Kommandant für die Besatzung verantwortlich und arbeitete mit dem Flight Director auf der Erde zusammen, um die Aktivitäten auf der Station zu betreuen. Während der Expedition dockten mehrere Frachtraumschiffe an, zudem besuchte der Flug Axiom Mission 3 die Station. Diesem Flug war auch ESA-Astronaut Marcus Wandt zugeteilt, sodass zum ersten Mal zwei Skandinavier gleichzeitig im Weltraum waren.

### Außenbordeinsatz

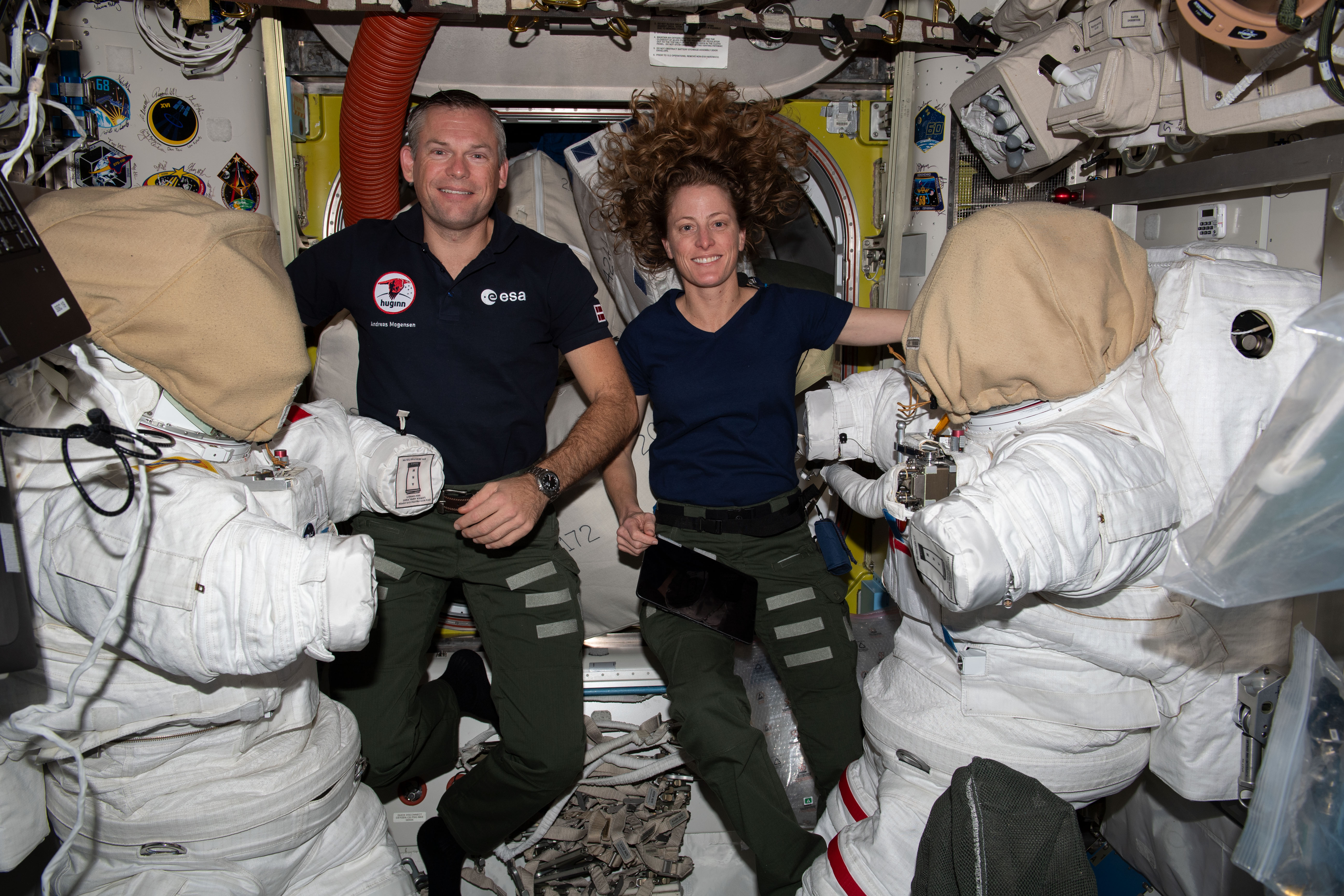
Andreas Mogensen und NASA-Astronautin Loral O’Hara während Reinigungsarbeiten an den Raumanzügen bei der Vorbereitung ihres gemeinsamen Außenbordeinsatz

Mogensen sollte Anfang Oktober zusammen mit Loral O’Hara einen Außenbordeinsatz durchführen, um einerseits eine Erdbeobachtungskamera durch ein höher auflösendes Pendant zu ersetzten und andererseits Arbeiten am Alpha-Magnet-Spektrometer (AMS-2) durchzuführen. Der Einsatz wurde wegen eines Lecks im Kühlkreislauf des russischen Forschungsmoduls Nauka verschoben. Es war das dritte Leck eines in Russland hergestellten Kühlkreislaufs innerhalb eines Jahres, nach Schäden an der Raumfähre Sojus MS-22 und dem Raumfrachter Progress MS-23. Mogensen war an der Analyse des Schadens an Nauka beteiligt und fotografierte die Leckstelle.

### Missionsende
Am 12. März 2024 kehrte Mogensen zusammen mit Moghbeli, Furukawa und Borissow zur Erde zurück. Mit der Landung endete auch die Mission Huginn.

## Forschung

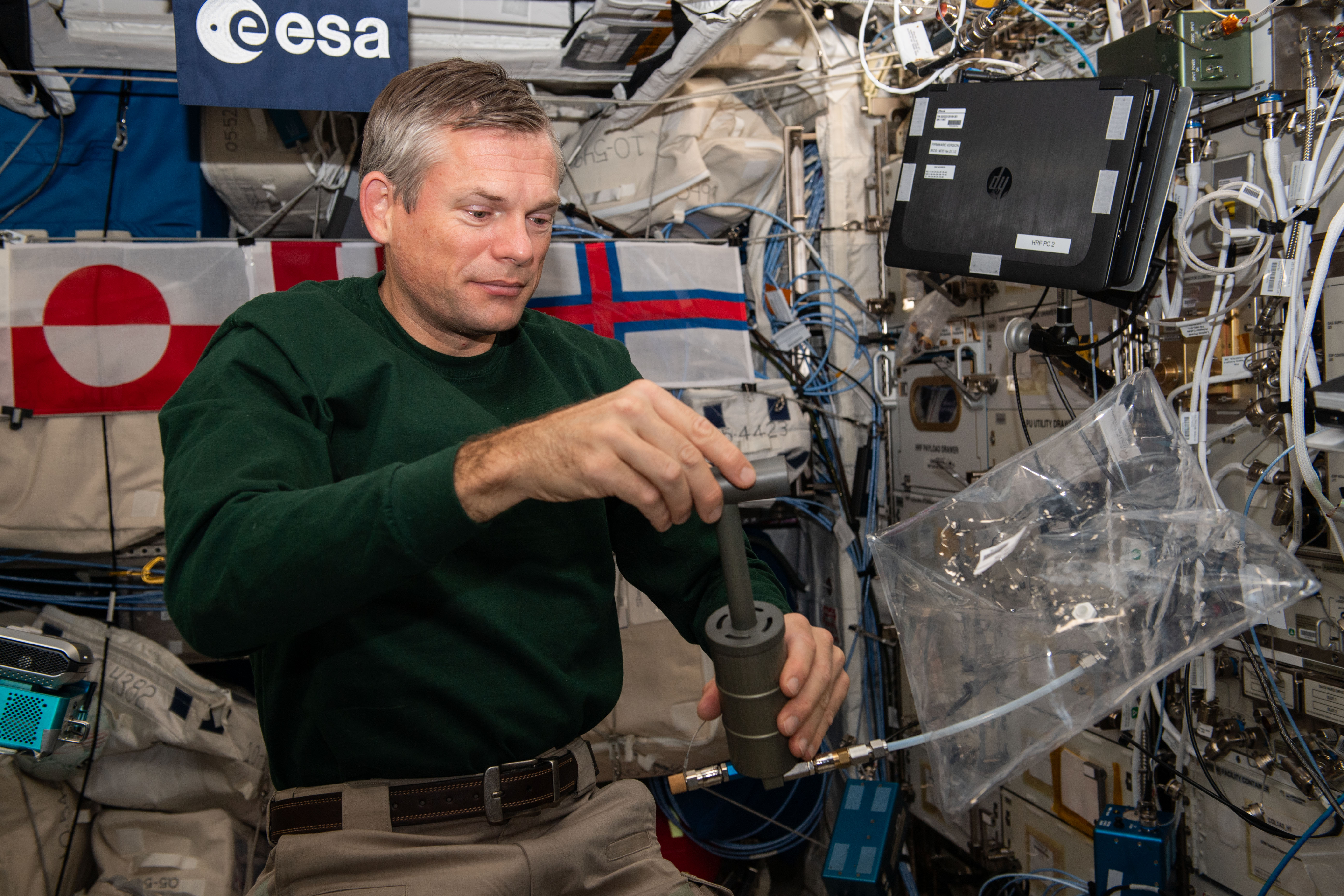
Andreas Mogensen während der Demonstration eines Experiments zur Messung der Luftqualität in der Raumstation

Während der Mission Huginn sollte Andreas Mogensen über 30 europäische Experimente durchführen. Diese waren in drei Kategorien eingeteilt: Klima, Gesundheit, und Nutzung des Weltraums für Anwendungen auf der Erde. Zu dem geplanten Versuchsspektrum zählten beispielsweise Experimente zum Filtern von Wasser und die Untersuchung von Gewittern. Mogensen sollte sich mit dem Schlaf und der mentalen Gesundheit von Astronauten befassen, aber auch an additiven Fertigungsverfahren und Robotik forschen.

### Klima und Weltraumwetter

#### Earthshine
Zur Optimierung von Klimamodellen sollte Mogensen das Experiment Earthshine durchführen. Es sollte dabei helfen, die Messung der Albedo, also dem Rückstrahlvermögen von Sonnenlicht, der Erde zu verbessern. Dafür sollte Mogensen den Mond fotografieren, der dabei als Projektionsfläche diente: Das vom Mond reflektierte Licht kann während des Neumonds darauf untersucht werden, ob es direkt von der Sonne kommt oder von der Erde zurückgestrahlt wurde. Mogensens Fotografien sind dabei durch die Erdatmosphäre weitestgehend unbeeinträchtigt und liefern Erkenntnisse, wie eine zukünftige optische Kamera zur Albedo-Messung im Weltraum aufgebaut sein könnte.

#### Multi-Needle Langmuir Probe
Circa einen Monat vor dem Beginn von Huginn erreichte mit dem Raumfrachter Cygnus NG-19 die sogenannte Multi-Needle Langmuir Probe die Raumstation. Diese Langmuir-Sonde sollte von Andreas Mogensen während eines Außenbordeinsatzes an der Bartolomeo-Plattform des europäischen Columbus-Moduls montiert werden. Dort soll sie die Dichte der geladenen Teilchen messen, die von der Sonne ausgestrahlt werden. Die Sonde misst die Plasma-Dichte bis auf einen Meter genau, mit einer Frequenz von bis zu 5000 Mal pro Sekunde. Das Experiment ist der Nachfolger einer einfacheren Sonde an Bord des norwegischen Satelliten Norsat-1 sowie einiger suborbitaler Vorgänger. Es soll Daten über den Einfluss des Weltraumwetters auf die Drahtloskommunikation von Satelliten sammeln. Die Multi-Needle Langmuir Probe soll den Weg für eine zukünftige Konstellation zur Vorhersage des Weltraumwetters ebnen.

#### Thor-Davis
Die Untersuchung Thor-Davis hatte zum Ziel, Gewitter auf der Erde besser zu verstehen. Dabei sollte Mogensen mit einer speziellen Kameravorrichtung durch das Cupola-Fenster auf der Station Bilder von Gewittern in der Erdatmosphäre aufnehmen. Die sogenannte Davis-Kamera zeichnet dabei Änderungen in der Intensität des Lichts auf. Diese Methode wird bei Thor-Davis dazu verwendet, Blitze zu dokumentieren. Insbesondere Blitzphänomene in den oberen Schichten der Atmosphäre („transient luminous events“, kurz TLEs) sind bislang noch nicht vollständig erforscht. Das Experiment Thor-Davis untersucht dabei auch Wechselwirkungen mit Treibhausgasen und Aerosolen. Thor-Davis knüpft an die Versuchsreihe Thor an, die Mogensen 2015 während seiner Mission Iriss durchführte. Federführend bei den Untersuchungen ist die Technische Universität Dänemarks (DTU). Im Oktober 2023 nahm Mogensen mit der Davis-Kamera einen sogenannten „red sprite“ („roter Kobold“) auf. Diese Erscheinung ist eine elektrische Entladung in einer Höhe zwischen circa 40 und 80 km über der Erde. Sie wurde zuvor selten fotografisch dokumentiert, da sie oberhalb von Gewitterwolken stattfindet und somit von der Erdoberfläche aus schwierig sichtbar ist.

### Gesundheit
Andreas Mogensen sollte mit dem Experiment Circadian Light den Einfluss von Licht verschiedener Farben auf die Circadiane Rhythmik von Astronauten untersuchen. Dazu hatte er in seiner Schlafkabine eine Lampe installiert, die vorher auf der Erde getestet wurde und die unterschiedlichen Lichtverhältnisse nachahmt, die durch natürliches Sonnenlicht im Laufe des Tages auf der Erde herrschen.
Mit dem Sensor SpaceMonitor wurde eine mehrstündige Messreihe am Körper von Mogensen durchgeführt. Dabei wurden Daten über den Kreislauf des Astronauten, darunter Herzfrequenz und Atmung gesammelt, auch während der routinemäßigen Ertüchtigungsübungen.

### Technologie

#### Robotik
Anfang 2024 sollte Mogensen von der Raumstation aus vier Roboter im Deutschen Raumfahrt-Kontrollzentrum in Oberpfaffenhofen steuern. Der Versuch Surface Avatar hatte zum Ziel, die mögliche Steuerung robotischer Sonden auf der Mond- oder Marsoberfläche durch Menschen in einer Umlaufbahn um den jeweiligen Himmelskörper vorzubereiten. Dabei war vorgesehen, dass der Grad an Autonomie, den die Roboter bei der Ausführung ihrer Aufgaben besitzen, variabel ist, der Astronaut soll koordinierend und steuernd eingreifen können und so etwa die Steuerung eines Greifers übernehmen. Kamerabilder sollten dabei ebenso wie haptisches Feedback vom Roboter zur Raumstation gesandt werden, die Verzögerung beträgt dabei 800 Millisekunden. Gesteuert werden zwei Landplattformen mit Greifarmen, Justin, ein Roboter auf Rollen, sowie ein Roboter, der einem Hund nachempfunden ist. Das Deutsche Zentrum für Luft- und Raumfahrt leitete das Experiment und stellte unter anderem einen Teil der Roboter. Surface Avatar wurde bereits einmal im Juli 2023 vom NASA-Astronauten Francisco Rubio durchgeführt und sollte insgesamt dreimal mit steigender Komplexität erfolgen. Der Versuch war Teil einer längeren Versuchskampagne der ESA zur Mensch-Maschine-Interaktion im Weltraum. Der Roboter Justin wurde bereits von Astronaut Paolo Nespoli in einem Versuch auf der Erde gesteuert, von Samantha Cristoforetti und Alexander Gerst auch von der ISS aus. Mogensen selbst führte während seiner Vorgängermission ebenfalls ein Experiment zur Fernsteuerung eines Roboters durch.

#### Wasserfilter

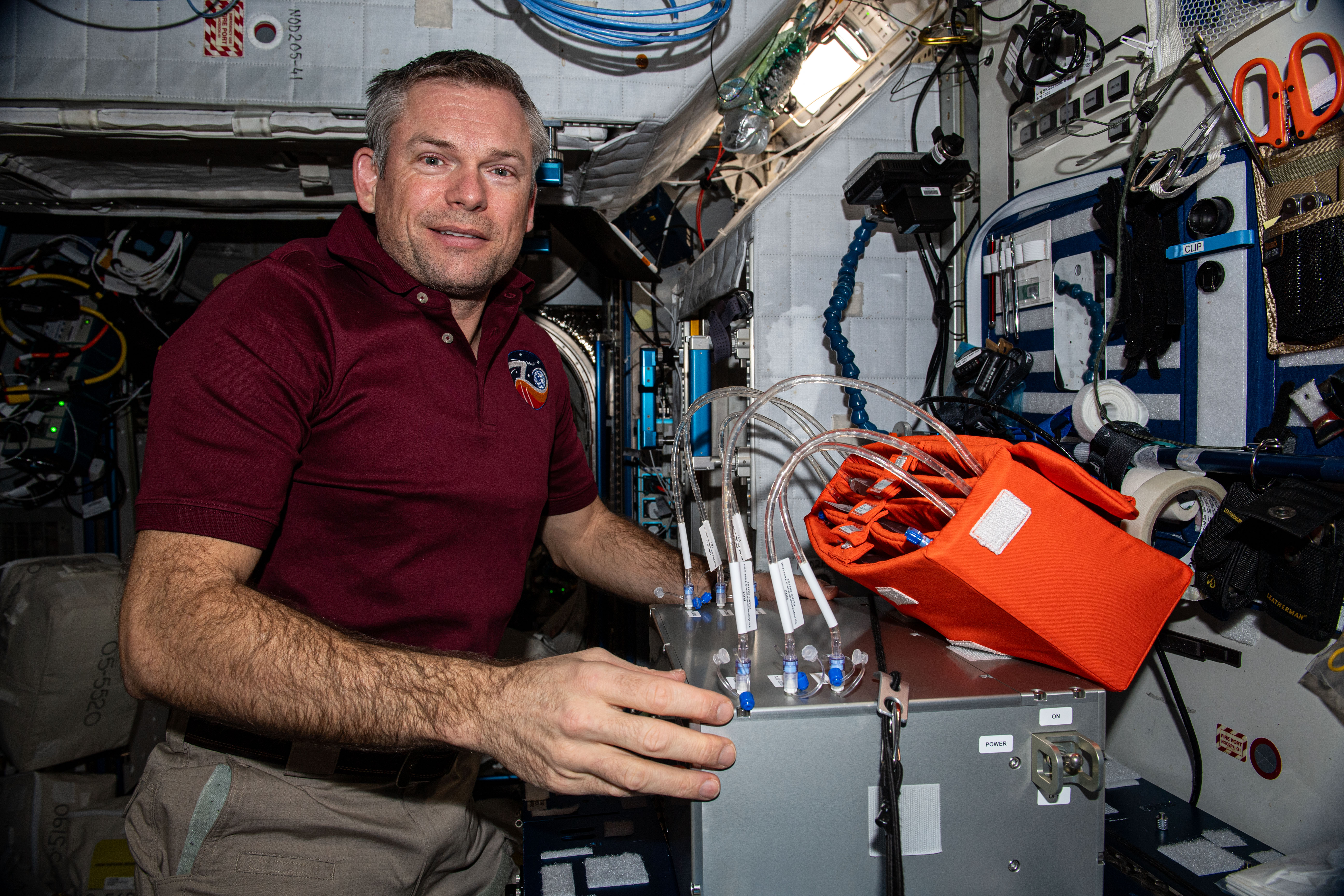
Andreas Mogensen mit dem Experiment Aquamembrane.

Beim Experiment Aquamembrane sollte Flüssigkeit aus drei Abwasserbehältern durch eine Membran gepumpt werden, um sie zu filtern. Die Membran bestand aus Proteinen, sogenannten Aquaporinen, die in der Natur etwa in der Leber vorkommen. Das gefilterte Wasser sollte frei von Kontamination sein und somit Trinkwasserqualität haben. Um seine Reinheit zu untersuchen, sollte es zurück zur Erde geflogen werden. Die Membran sollte mit einer elektrischen Spannung von 54 Volt betrieben werden und so besonders geeignet für den Einsatz in Extremumgebungen sein. Auch dieser Versuch baute auf einem Vorgängerexperiment während der Mission Iriss auf.

## Nach der Rückkehr
Am 29. April 2024 begann Mogensen eine mehrwöchige Tour, bei der er durch Dänemark und Schweden reiste, um über seine Mission zu berichten und Anerkennungen seiner Leistungen als Astronaut von der Öffentlichkeit, Wissenschaft, Staat und Industrie entgegenzunehmen. Das Kopenhagener Rathaus empfing Mogensen, dabei wurden die traditionellen Rathaus-Pfannkuchen serviert. Mogensen besuchte die Technische Universität Dänemarks, die mehrere Versuche, die er auf der ISS durchgeführt hatte entworfen hatte. Im Dänischen Nationalmuseum wurde ein Porträt Mogensens der Künstlerin Maria Wandel enthüllt. Andreas Mogensen reiste dann als Teil der Delegation des dänischen Königshauses nach Schweden auf einen Staatsbesuch, wo er die schwedischen Astronauten Christer Fuglesang und Marcus Wandt traf. In Medieninterviews drückte Mogensen die Hoffnung aus, auf einer Artemis-Mission zum Mond zu fliegen. Nach Abschluss seiner Tour kehrte Mogensen nach Köln ans Europäische Astronautenzentrum zurück, wo er im Sommer 2024[veraltet] eine neue Rolle antreten soll.

## Folgemission
Im Juni 2023 gab die ESA bekannt, dass der schwedische Astronautenanwärter Marcus Wandt auf einem Raumflug des privaten Unternehmen Axiom die Mission Muninn zur Internationalen Raumstation durchführen würde. Diese Mission fand während der Mission Huginn statt. Der Missionsname wurde dabei nach dem zweiten Raben Odins, Munin, gewählt.

## Trivia

### Briefmarke
Die Postunternehmen Grönlands, Tusass, und der Färöer-Inseln, Posta, gaben zusammen eine Briefmarke anlässlich der Mission aus. Grönland und die Färöer gehören als autonome Regionen zum Königreich Dänemark. Die Briefmarke im Wert von 31 Kronen (Färöer) bzw. 32 Kronen (Grönland) zeigt einen Raben im Flug vor einem Globus, der so gedreht ist, dass Grönland, die Färöer und Skandinavien zu sehen sind. In der oberen rechten Ecke ist eine schematische Zeichnung der ISS zu erkennen. Neben dem ESA-Logo wird in den jeweiligen Sprachen auf die Mission Huginn verwiesen. Das Design der Briefmarke wurde von dem färöischen Grafiker Anker Eli Petersen entworfen.

### Petzials Maskottchen
In Mogensens Ausrüstung befand sich auch die dänische Zeichentrick-Figur Rasmus Klump, in Deutschland bekannt als Petzi. Mogensen erklärte, Petzi sei bekannt für seine Wissbegierigkeit und dafür, dass er die Welt erkunde, Eigenschaften, die er laut Mogensen mit Astronauten teile.

### Food Processor
Andreas Mogensen stellte bei dem Experiment Food Processor der französischen Raumfahrtagentur CNES auf der Raumstation Mousse au Chocolat hergestellt. Das Experiment stellte eine Abwechslung von der typischen Astronautennahrung dar, die meist aus Konserven und Pulvern besteht. Laut ESA war die Mousse ein Erfolg, sie habe eine luftige Konsistenz gehabt und gut geschmeckt, Mogensen freue sich darauf, mehr Nahrung für die Crew zuzubereiten.